# Henicolaboides kuitchauensis cambodensis
Henicolaboides kuitchauensis cambodensis es una subespecie de coleóptero de la familia Attelabidae.

## Distribución geográfica
Habita en Camboya.